# Municipio C
Das Municipio C ist eine Verwaltungseinheit innerhalb der uruguayischen Hauptstadt Montevideo.

## Lage und Zusammensetzung
Das Municipio C erstreckt sich auf den zentralen, südlichen Teil des Departamentos Montevideo. Es besteht aus den Barrios Aguada, Aires Puros, Arroyo Seco, Atahualpa, Bella Vista, Brazo Oriental, Capurro, Prado, Goes, Jacinto Vera, Larrañaga, La Comercial, La Figurita, Mercado Modelo, Bolívar, Reducto und Villa Muñoz.

## Verwaltung
Alcalde des Municipios C ist im Jahr 2014 Miriam Rodríguez.